# Claremont Town
Koordinaten: 31° 59′ S, 115° 47′ O

Der Town of Claremont ist ein lokales Verwaltungsgebiet (LGA) im australischen Bundesstaat Western Australia. Claremont gehört zur Metropole Perth, der Hauptstadt von Western Australia. Das Gebiet ist 5 km² groß und hat etwa 10.000 Einwohner (2016).
Claremont liegt im Westen der Stadt nördlich des Swan River etwa acht bis zehn Kilometer westlich des Stadtzentrums von Perth. Der Sitz des Town Councils befindet sich im Stadtteil Claremont im Osten der LGA, wo etwa 8150 Einwohner leben (2016).

## Verwaltung
Der Claremont Council hat zehn Mitglieder, neun Councillor werden von den Bewohnern der drei Wards (je drei aus dem South, East und West Ward) gewählt. Der Mayor (Bürgermeister) und Ratsvorsitzende wird zusätzlich von allen Bewohnern des Towns gewählt.